# Actihema
Actihema là một chi bướm đêm thuộc phân họ Tortricinae của họ Tortricidae.

## Các loài
- Actihema hemiacta (Meyrick, 1920)